# Gabinet Juncker-Asselborn II
El Gabinet Juncker-Asselborn II va formar el govern de Luxemburg del 23 de juliol de 2009 al 4 de desembre de 2013. Va ser dirigit per, -i nomenat després-, el primer ministre Jean-Claude Juncker, i el viceprimer ministre, Jean Asselborn. Es va formar després de les eleccions legislatives luxemburgueses de 2009 a la Cambra de Diputats. El Partit Socialista dels Treballadors (LSAP) es va retirar per un assumpte secret del govern el 10 de juliol de 2013; el primer ministre Juncker va presentar la seva dimissió al Gran Duc l'11 de juliol de 2013, i es va convocar unes noves eleccions anticipades el 20 d'octubre de 2013 fent-se efectiu el nou gabinet el 4 de desembre de 2013 per Xavier Bettel.

## Composició
| Nom                              | Nom                                                    | Partit | Càrrec |
| -------------------------------- | ------------------------------------------------------ | ------ | --- |
|                                  | Jean-Claude Juncker                                    | CSV    | Primer Ministre Ministre del Tresor |
|                                  | Jean Asselborn                                         | LSAP   | Viceprimer Ministre Ministre d'Afers Exteriors |
|                                  | Marie-Josée Jacobs                                     | CSV    | Ministre de la Família i d'Integració Ministre de Cooperació i Accció Humanitària                                                                                      |
|                                  | Mady Delvaux-Stehres                                   | LSAP   | Ministre d'Educació Nacional i Formació Professional |
|                                  | Luc Frieden                                            | CSV    | Ministre de Finances |
|                                  | François Biltgen                                       | CSV    | Ministre de Justícia Ministre de Funció Pública i Reforma Administrativa Ministre d'Educació Superior i Recerca Ministre de Mitjans de Comunicació Ministre de Religió |
|                                  | Jeannot Krecké until 1 February 2012 Etienne Schneider | LSAP   | Ministre d'Economia i Comerç Exterior |
|                                  | Mars Di Bartolomeo                                     | LSAP   | Ministre de Salut Ministre de Seguretat Social |
|                                  | Jean-Marie Halsdorf                                    | CSV    | Ministre de l'Interior Ministre de Defensa |
|                                  | Claude Wiseler                                         | CSV    | Ministre de Desenvolupament Sostenible i Infraestructura |
|                                  | Nicolas Schmit                                         | LSAP   | Ministre de Treball i Immigració |
|                                  | Octavie Modert                                         | CSV    | Ministre de Cultura Ministre de Relacions amb el Parlament Ministre de Simplificació Administrativa Ministre-delegat de la Funció pública i la Reforma administrativa  |
|                                  | Marco Schank                                           | CSV    | Ministre d'Habitatge Ministre-delegat de Desenvolupament i Infraestructura                                                                                             |
|                                  | Françoise Hetto-Gaasch                                 | CSV    | Ministre de Classes Mitjanes i de Turisme Ministre d'Igualitat d'oportunitats                                                                                          |
|                                  | Romain Schneider                                       | LSAP   | Ministre d'Agricultura, Viticultura i Desenvolupament rural Ministre d'Esports Ministre-delegat d'Economia solidària                                                   |
| Font: Ministres. Gouvernement.lu |                                                        |        | |